# Ourpalm
Ourpalm Co., Ltd. ist ein 2004 gegründetes Medien-Unternehmen mit Sitz in Beijing, China. Es entwickelt und vertreibt Mobile- und Social-Games, TV-, Film- und Musikproduktionen sowie Celebrity-Vermittlungen. Ourpalm wird am Shenzhen Stock Exchange gehandelt (SHE:300315).

## Geschichte
2013 investierte Ourpalm 123 Millionen $ in den Web-Developer Dovo Entertainment sowie 264 Millionen $ in den Mobile-Developer Playcrab.
2014 investierte Ourpalm in Unity.
Im Juni 2015 investierte Ourpalm 3,1 Millionen $ und erhält hierfür 11,11 % in Aktien in Animoca.
Seit 2016 kooperiert Ourpalm mit Sony VR.
Im Juni 2017 investierte Tencent 71,7 Millionen $ für 2 % Anteile an Ourpalm.